# 1999년 4월
| 1999년: 1월 · 2월 · 3월 · 4월 · 5월 · 6월 · 7월 · 8월 · 9월 · 10월 · 11월 · 12월 |

| <          | 1999년 4월 | 1999년 4월 | 1999년 4월 | 1999년 4월  | 1999년 4월  | >          |
| 일         | 월         | 화         | 수         | 목          | 금          | 토         |
|            |            |            |            | 1 2.15 계미 | 2 16 갑신   | 3 17 을유  |
| 4 18 병술  | 5 19 정해  | 6 20 무자  | 7 21 기축  | 8 22 경인   | 9 23 신묘   | 10 24 임진 |
| 11 25 계사 | 12 26 갑오 | 13 27 을미 | 14 28 병신 | 15 29 정유  | 16 3.1 무술 | 17 2 기해  |
| 18 3 경자  | 19 4 신축  | 20 5 임인  | 21 6 계묘  | 22 7 갑진   | 23 8 을사   | 24 9 병오  |
| 25 10 정미 | 26 11 무신 | 27 12 기유 | 28 13 경술 | 29 14 신해  | 30 15 임자  |            |

| 편집하기 |

## 1999년4월 19일
- 영국 여왕 엘리자베스 2세가 한국을 방문했다.

## 1999년4월 15일
- 중화인민공화국 상하이에서 대한항공 6316편 추락 사고가 발생했다.